# N-Метилэфедрин
N-Метилэфедрин — производное соединение эфедрина, выведенное из хвойника двухколоскового.

## Легальность
N-Метилэфедрин в концентрациях 10 % или более находится в таблице I прекурсоров (список IV), оборот которых в Российской Федерации ограничен и в отношении которых устанавливаются особые меры контроля.